# 이종수 (배우)
이종수(1976년 10월 21일 ~ )은 대한민국의 배우이다. 이글아이(Eagle eye)라는 닉네임으로도 많이 알려진 그는 1995년 MBC 24기 공채 탤런트로 데뷔했다.
대표작으로는 영화 《신라의 달밤》과 드라마 《연개소문》, 《이산》, 《근초고왕》, 《대왕의 꿈》, 《불꽃 속으로》 등이 있다.

## 출연작

### 드라마, 시트콤
- 1995년 : MBC 재연드라마 《경찰청 사람들》 - 삐삐를 갖고 싶어요 - 정동진 역
- 1995년 : MBC 미니시리즈 《연애의 기초》
- 1996년 : MBC 창사특집드라마 《세상에서 가장 아름다운 이별》 - 정정수 역
- 1997년 : MBC 일요아침드라마 《짝》 - 종수 역
- 1998년 : KBS 일일시트콤 《아무도 못말려》
- 1998년 : MBC 미니시리즈 《세상 끝까지》
- 1998년 : MBC 미니시리즈 《내일을 향해 쏴라》
- 1998년 : KBS 납량기획드라마 《전설의 고향 - 90년대 시리즈》 - 귀면살풍 편 역
- 1998년 : SBS 월화드라마 《백야 3.98》
- 2001년 : SBS 주말극장 《아버지와 아들》 - 강삼두 역
- 2002년 : SBS 드라마스페셜 《나쁜 여자들》 - 나봉출 역
- 2002년 : SBS 청춘시트콤 《오렌지》
- 2003년 : MBC 주말연속극 《죽도록 사랑해》 - 강창배 역
- 2003년 : MBC 수목미니시리즈 《좋은 사람》 - 변봉두 역
- 2003년 : MBC 수목미니시리즈 《나는 달린다》 - 윤의섭 역
- 2004년 : SBS 대기획 《장길산》 - 마갑동 역
- 2004년 : MBC 주말연속극 《한강수타령》
- 2004년 : MBC 한뼘드라마 《애인》
- 2005년 : MBC 월화미니시리즈 《환생: 넥스트》 - 민기수 / 완보 / 김웅서 / 타무라(김두만) / 목소호 역
- 2005년 : MBC 베스트극장 《태릉선수촌》
- 2006년 : SBS 대하사극 《연개소문》 - 청년 김유신 역
- 2007년 : OCN 금요드라마 《키드갱》 - 마홍구 역
- 2007년 : MBC 창사46주년 특별기획드라마 《이산》 - 박대수 역
- 2008년 : SBS 아침연속극 《며느리와 며느님》 - 마강산 역
- 2008년 : tvN 금요드라마 《맞짱》 - 강진 역
- 2009년 : KNN 8부작 드라마 《그녀의 스타일》 - 도진우 역
- 2009년 : KBS 일일연속극 《다 함께 차차차》 - 이 교장의 큰 아들, 이철 역
- 2010년 : KBS 월화미니시리즈 《국가가 부른다》 - 오하나의 전 남자친구
- 2010년~2011년 : KBS 특별기획 대하드라마 《근초고왕》 - 부여 찬(백제 근초고왕의 이복 형) 역
- 2012년~2013년 : KBS 특별기획 대하드라마 《대왕의 꿈》 - 신라 문무왕 역
- 2014년 : MBC 수목미니시리즈 《앙큼한 돌싱녀》 - 로버트 김 역 (특별출연)
- 2014년 : TV조선 특별기획드라마 《불꽃 속으로》 - 김상철 역
- 2014년 : MBC 일일연속극 《소원을 말해봐》 - 장견우 역
- 2015년 : JTBC 주말 특별기획드라마 《송곳》
- 2016년 : KBS 수목드라마 《오 마이 금비》 - 마상수 역
- 2016년 : SBS 일일드라마 《사랑은 방울방울》 - 윤동민 역

### 영화
- 1997년 : 《체인지》
- 1998년 : 《키스할까요?》
- 2001년 : 《신라의 달밤》
- 2002년 : 《아 유 레디?》
- 2002년 : 《폰》
- 2003년 : 《강아지 죽는다》
- 2003년 : 《청풍명월》
- 2004년 : 《돈 텔 파파》(통편집)
- 2005년 : 《무등산 타잔, 박흥숙》
- 2006년 : 《아랑》
- 2006년 : 《조용한 세상》 ... 최 형사 역
- 2007년 : 《최강 로맨스》
- 2011년 : 《혈투》
- 2013년 : 《꼭두각시》
- 2016년 : 《나는 아직도 당신이 궁금하여 자다가도 일어납니다》 ...제주 남 역 (특별출연, 단편)

### 방송
- 1998년 : 《가족오락관》 (KBS2)
- 2001년 : 《슈퍼 TV 일요일은 즐거워 - 출발 드림팀 시즌 1》 (KBS2)
- 2004년 ~ 2006년 : 《X맨》 (SBS)
- 2006년 : 《헤이헤이헤이 2》 (SBS)
- 2008년 : 《해피선데이 - 2008 스쿨림픽》 (KBS2)
- 2008년 : 《무한도전》 (MBC)
- 2010년 : 《강심장》 (SBS)
- 2010년 : 《신동엽의 300》 (SBS)
- 2010년 : 《마초들의 변신 와우맨》 (E채널)
- 2011년 : 《두근두근 사랑의 스튜디오》 (MBC)
- 2013년 : 《우리동네 예체능》 (KBS2)
- 2013년 : 《월드 챌린지 - 우리가 간다》 (SBS)
- 2015년 : 《SNL 코리아 시즌 6》 (tvN)
- 2015년 : 《애정통일 남남북녀 시즌 2》 (TV조선)
- 2015년 : 《방송국의 시간을 팝니다》 (tvN)

### 라디오 프로그램
- 2016년 : EBS FM 《EBS 책 읽는 라디오 낭독 시리즈》

### 뮤직비디오
- 1997년 : 유승준 - 나나나
- 2001년 : 김조한 - 오늘까지만
- 2002년 : 태무 - 별
- 2002년 : 이수영 - 라라라
- 2002년 : 이수영 - 빚
- 2003년 : 쿨 - 떠나야만 했나요
- 2004년 : 이수영 - 꽃들은 지고
- 2008년 : 양정승 - 안부
- 2009년 : 이광기 - 웃자웃자

### 광고
- 1998년 한국네슬레 네스카페
- 2007년 빙그레 더위사냥
- 2008년 대상 청정원 순창고추장

## 수상 및 후보
| 연도 | 시상식            | 부문       | 작품        | 결과 |
| ---- | ----------------- | ---------- | ----------- | ---- |
| 2001 | 제22회 청룡영화상 | 남우조연상 | 신라의 달밤 | 후보 |
| 2002 | 제39회 대종상     | 신인남우상 | 신라의 달밤 | 수상 |